# Бахрушин, Дмитрий Петрович
Дми́трий Петро́вич Бахру́шин (1845, Москва — 1918, посёлок Черкизово Пушкинского района Московской области) — известный московский фабрикант, купец, меценат, ктитор.

## Биография
Родился в 1845 году в Москве в купеческой семье П. А. Бахрушина.
Потомственный почётный гражданин, выборный Московского биржевого общества, гласный Московской городской думы, член учётно-ссудного комитета московской конторы Государственного банка, входил в совет Волжско-Камского банка, директор правления Товарищества кожевенной и суконной мануфактур Алексея Бахрушина сыновей, член попечительских советов Коммерческого училища имени Цесаревича Алексея, Александровской больницы Московского купеческого общества и дома призрения имени Т. Гурьевой, попечитель церкви Троицы в Кожевниках. Финансировал строительство Покровской церкви в Черкизово. В 1890 году строит на берегу Клязьмы в Черкизово в месте Ясенки близ Черкизовского парка две дачи по проекту Ф. В. Рыбинского, которые стоят до сих пор и поражают всех красотой своей архитектуры (несмотря на то, что немного перестроены). Умер в 1918 году в Черкизово. Похоронен у южной стены Покровской церкви.

## Галерея

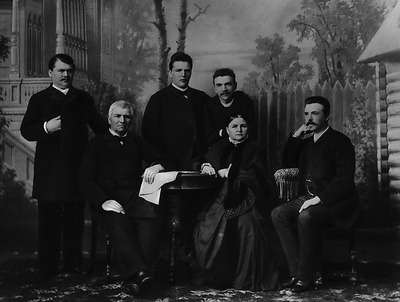
Семья Петра Алексеевича Бахрушина. Сидят: Пётр Алексеевич, его жена Екатерина Ивановна, Дмитрий Петрович. Стоят: Алексей Петрович, Константин Петрович и Николай Петрович.
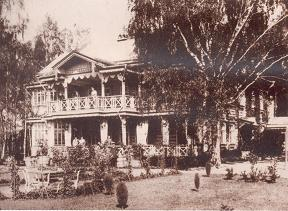
Дом Бахрушина на берегу Клязьмы. Старое фото.
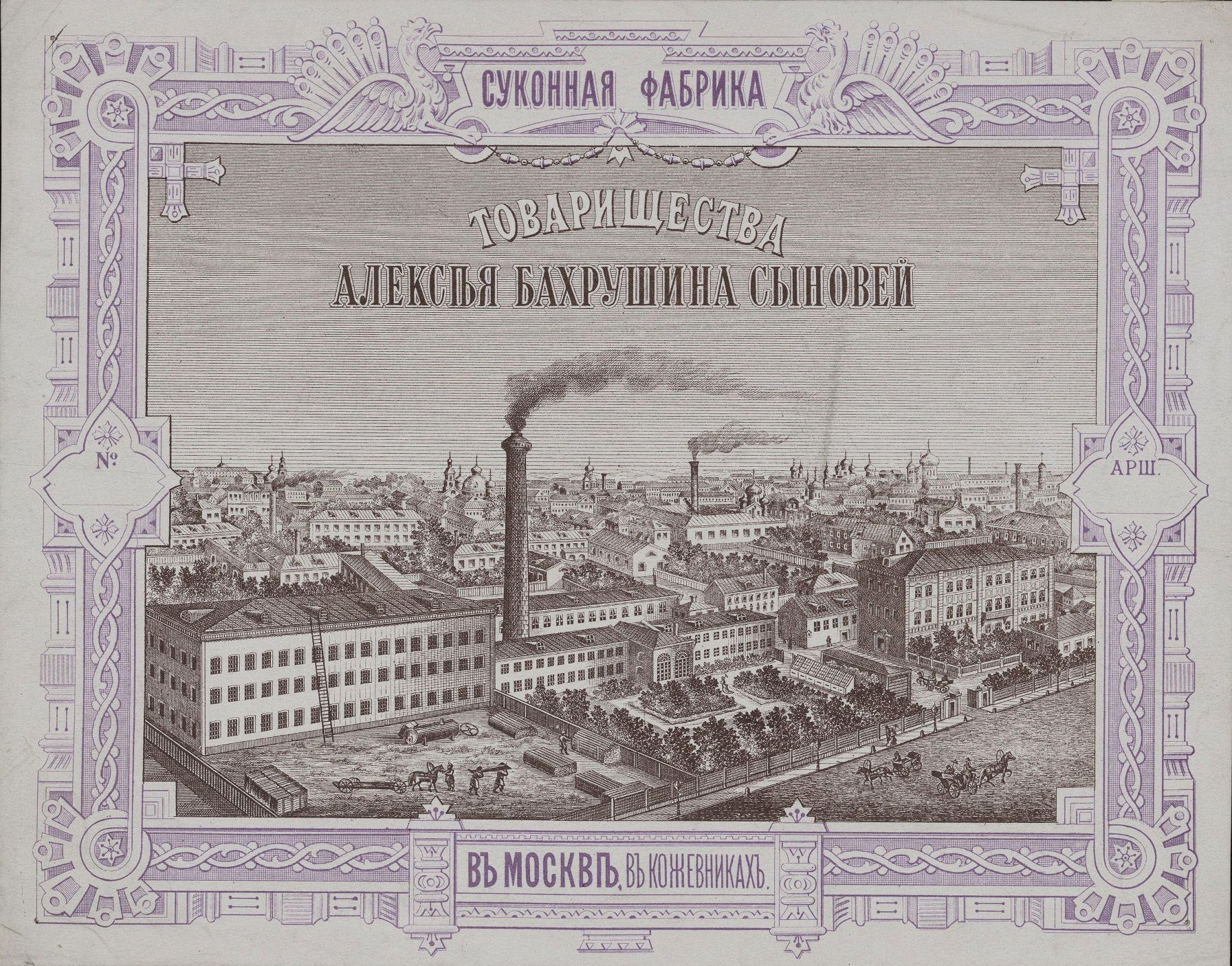
Москва. Суконная фабрика Бахрушиных.
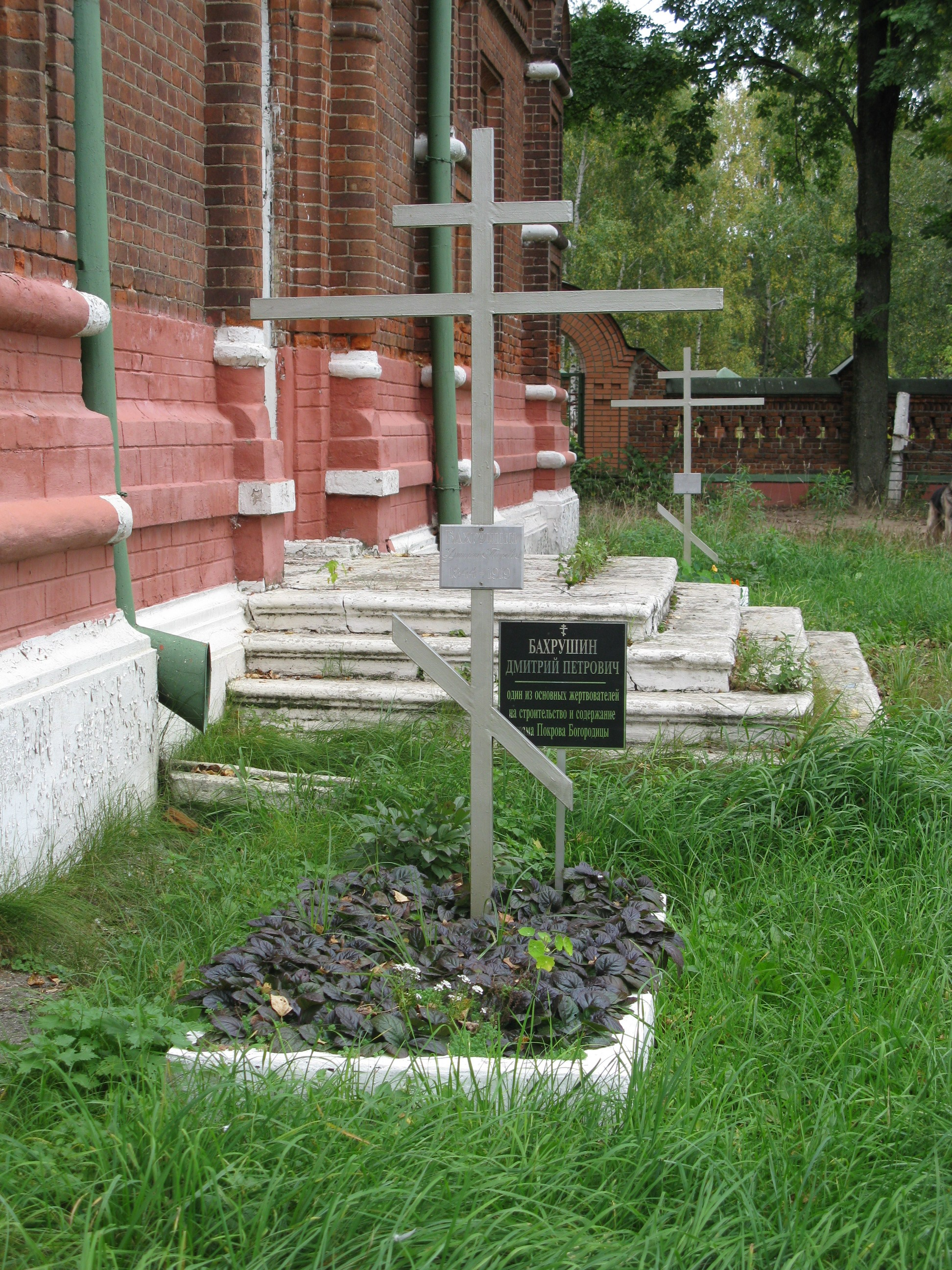
Могила Дмитрия Петровича Бахрушина в Черкизово.